# Моляков, Игорь Юрьевич
Игорь Юрьевич Моляков (род. 29 января 1961, Ленинград, СССР) — российский государственный и политический деятель, учёный-философ. Кандидат философских наук, доцент. Депутат Государственного совета Чувашской Республики (1994—2020, с 2021).
Депутат Государственной думы VII созыва (2020—2021). Член Президиума Государственного совета Чувашской Республики V созыва. 

## Биография

### Происхождение
Родился в Ленинграде в 1961 году в русской студенческой семье. Мать — Нина Михайловна — ленинградка; отец Юрий Иванович Моляков — уроженец села Русская Сорма Аликовского района Чувашской АССР. Когда родился Игорь Моляков, отец был студентом пятого курса строительного института; мать училась в текстильном институте.
В дальнейшем Игорь Моляков с родителями переехал в Чувашскую АССР, где в Новочебоксарске учился в 1-й школе. В детстве играл на фортепиано (посещал музыкальную школу в Новочебоксарске), увлекался стихосложением; в семье практиковались прочтение и обсуждение книг. В Новочебоксарске жил с родителями в доме № 1 по улице Винокурова.
С 1978 по 1986 годы — студент, затем (с 1983) аспирант философского факультета Ленинградского государственного университета им. А. А. Жданова.

### Научная и преподавательская деятельность
С 1987 по 1988 год Игорь Моляков работал ассистентом кафедры научного атеизма и советского права Чувашского государственного университета имени И. Н. Ульянова.
С 1988 года — ассистент, старший преподаватель (до 1994), с августа по декабрь 1995 года — доцент кафедры философии естественных и технических факультетов вуза. В должности доцента кафедры философии и методологии науки этого же вуза также работал с 1999 по 2003 год. С 2001 по 2003 год — также докторант Чувашского государственного университета имени И. Н. Ульянова.
Опубликовал 4 монографии и 40 статей в научных журналах.

### Политическая и общественная деятельность
С 1994 по 1997 год — депутат Государственного Совета Чувашской Республики I созыва, где работал на профессиональной постоянной основе. С 1997 по 1998 год — председатель Комитета Государственного Совета Чувашской Республики по бюджету, налогам, сборам и банкам (работал на профессиональной постоянной основе). С 1998 по 1999 год — депутат Государственного Совета Чувашской Республики второго созыва, где также работал на профессиональной постоянной основе.

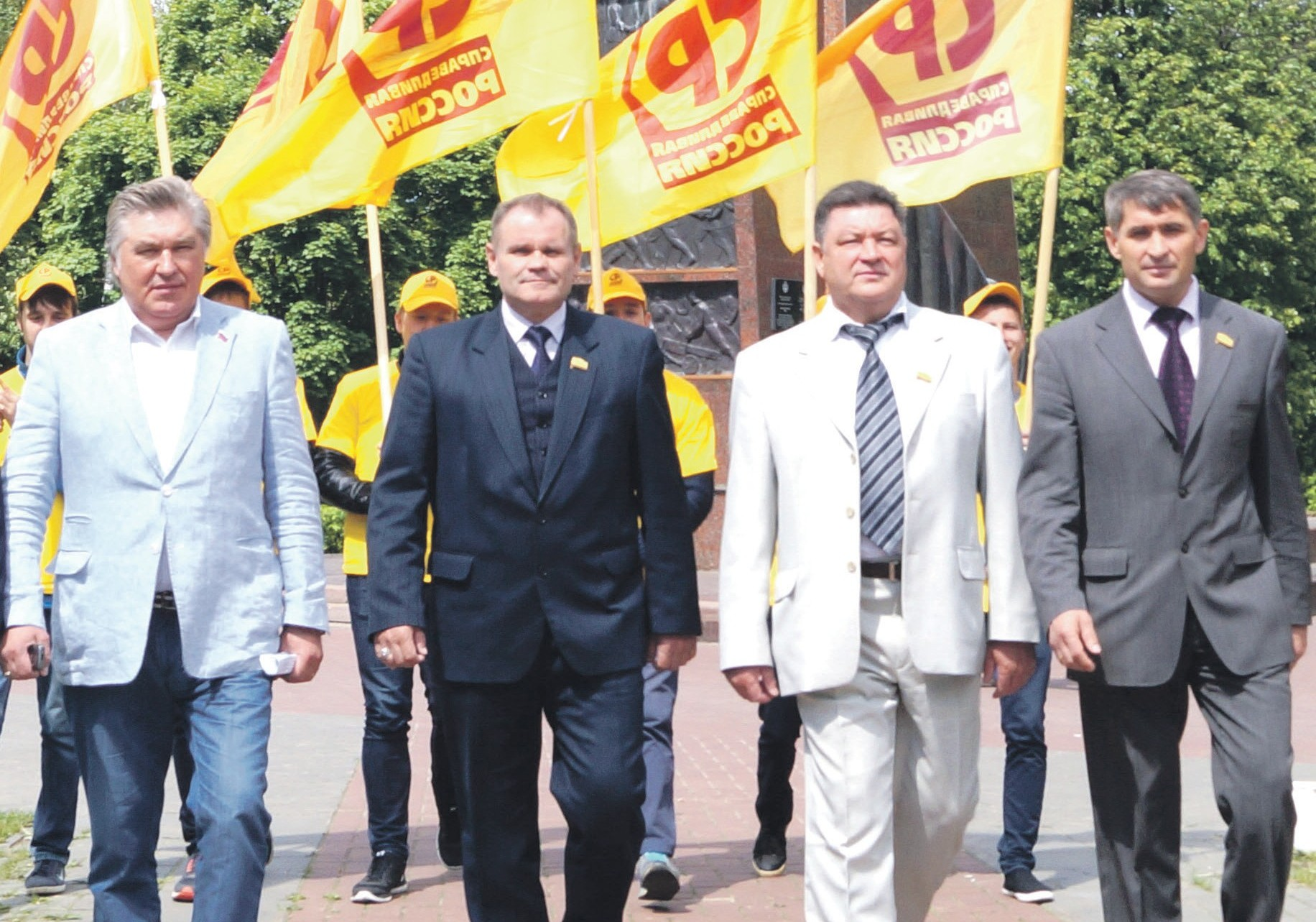
Кандидаты от партии «Справедливая Россия» на выборах в 2016 году: депутаты Госсовета Чувашии — Сергей Семёнов, Игорь Моляков, Виктор Ильин, Олег Николаев

С февраля по декабрь 1999 года — помощник депутата Государственной Думы Федерального Собрания Российской Федерации. 2003—2011 годы — заместитель директора некоммерческой организации «Благотворительный фонд „Наследие“». Июль-октябрь 2011 года — заместитель директора Чувашского республиканского общественного фонда «Аталану». Секретарь Чувашского рескома КПРФ, первый секретарь Чебоксарского горкома Коммунистической партии Российской Федерации.
В декабре 2001 года во время предвыборной президентской кампании в Чувашии Моляков опубликовал в газете «Чебоксарская правда» статью «Тело на обочине», в которой утверждал, что в 1972 году будущий президент Чувашии Николай Федоров и его отец якобы совершили попытку убийства одного из своих бывших родственников. В связи с этой статьёй 4 ноября 2002 г. мировой суд судебного участка №1 Калининского района Чебоксар признал Игоря Молякова виновным по ч. 3 ст. 129 Уголовного кодекса РФ (клевета) и приговорил его к одному году и шести месяцам лишения свободы условно.
С апреля 2012 по сентябрь 2016 года — заместитель председателя Комитета Государственного Совета Чувашской Республики по государственному строительству, местному самоуправлению, Регламенту и депутатской этике, осуществляющий депутатскую деятельность на профессиональной постоянной основе.
Избран депутатом Госсовета Чувашской Республики также 18 сентября 2016 года. 10 ноября 2017 года избран заместителем председателя Комитета Государственного Совета Чувашской Республики по экономической политике, агропромышленному комплексу и экологии, осуществляющим депутатскую деятельность на профессиональной постоянной основе. Депутат Государственного Совета Чувашской Республики по единому избирательному округу от Регионального отделения Политической партии Справедливая Россия в Чувашской Республике (общереспубликанская часть). Член Комитета Государственного Совета Чувашской Республики по бюджету, финансам и налогам. Член Президиума Государственного Совета Чувашской Республики.
Член Центрального совета Политической партии Справедливая Россия, секретарь бюро совета Регионального отделения Политической партии Справедливая Россия в Чувашской Республике (с августа 2010 года). Руководитель фракции Справедливая Россия в Государственном Совете Чувашской Республики шестого созыва.
В декабре 2019 года Игорь Моляков провёл публичную встречу с избирателями в городе Новочебоксарске. Данная встреча была расценена местными властями как несогласованный митинг, и в связи с тем, что не была пройдена процедура согласования встречи с муниципальными властями, в январе 2020 года Новочебоксарский городской суд признал Игоря Молякова виновным в совершении административного правонарушения и назначил штраф в размере 75 тысяч рублей. Сам Игорь Моляков не согласился с позицией административного органа, но в случае признания его виновным просил суд назначить ему в качестве наказания общественные работы. Свою просьбу он объяснил тем, что не располагает достаточной суммой для оплаты штрафа.
5 февраля 2020 года получил мандат депутата Госдумы в связи с переходом на другую работу депутата Госдумы Олега Николаева. С 15 февраля 2020 года является Председателем Совета Регионального отделения партии «Справедливая Россия» в Чувашской Республике.
Член Совета Палаты депутатов политической партии «Справедливая Россия» (2020—2025). Председатель комитета Государственного совета Чувашской Республики по жилищной политике и инфраструктурному развитию (2021—2025). Руководитель фракции «Справедливая Россия» в Государственном совете Чувашской Республики VI созыва (до 2025). 
В 2021 году находился на излечении и перенёс несколько операций. В 2025 году исключен из партии «Справедливая Россия» по инициативе А. Аксакова.

## Семья и личная жизнь
Женат, имеет двоих детей. Жена — чувашка из Цивильского района, с которой вместе около 40 лет. Работала в ЧКТ. Жена в 2003 году — риэлтор. Жена Ирина умерла 23 августа 2023 года.
Поэт, философ, музыкант. В свободные время Игорь Моляков работает над книгами: готовит новый сборник стихов, роман «Заметки на ходу» и редактирует путевые наброски-размышления «Москва», «Крым», «Питер».
Отец Юрий Иванович Моляков работал первым секретарем Новочебоксарского горкома КПСС, первый секретарь Чебоксарского горкома КПСС. Депутат ВС ЧАССР от Молодёжный избирательный округ № 34 Калининского района гор. Чебоксары.
Мать умерла в январе 2025 года.
У Игоря Молякова есть брат Олег — заместитель министра экономики Чувашской Республики (до января 2002 и с марта 2020) и депутат Государственного совета Чувашской Республики. Младший брат Михаил (1975 г. р.) преподает в Санкт-Петербурге, художник.

## Награды
- Памятная медаль «100-летие образования Чувашской автономной области» (2020)
- Почетная грамота Государственной Думы Федерального Собрания Российской Федерации
- Почетная грамота Государственного Совета Чувашской Республики
- Благодарственное письмо Государственного Совета Чувашской Республики.

## Работы
- Жилищно-коммунальное хозяйство в условиях перехода к рыночной экономике / Ю. И. Моляков, Л. Ю. Браславский, И. Ю. Моляков. — Чебоксары : Изд-во Чувашского ЦНТИ, 1992. — 133 с.: схем., табл.
- Моляков Игорь. Моляков—Федоров: опыт противостояния // litresp.ru